# 柴可夫斯基 (彼爾姆邊疆區)
56°47′N 54°9′E / 56.783°N 54.150°E
柴可夫斯基（羅馬化：Chaykovskiy）是俄羅斯彼爾姆邊疆區的一個城市，位於卡馬河畔。2023年人口75,324人。
1955年建城，1962年設市。以在卡馬河對岸的沃特金斯克出生的著名作曲家彼得·柴可夫斯基命名。

## 姐妹城市
- 德国諾斯翠利次